# Sziklaibogár-félék
A sziklaibogár-félék (Melyridae) a rovarok (Insecta) osztályában a bogarak (Coleoptera) rendjébe, azon belül a mindenevő bogarak (Polyphaga) alrendjébe tartozó család.

## Ismertebb fajok
- Ólmos lágybogár (Dasytes plumbeus) (O.F. Müller, 1776)
- Bibircsesbogár (Malachius aeneus) (Linnaeus, 1758)

## Képek

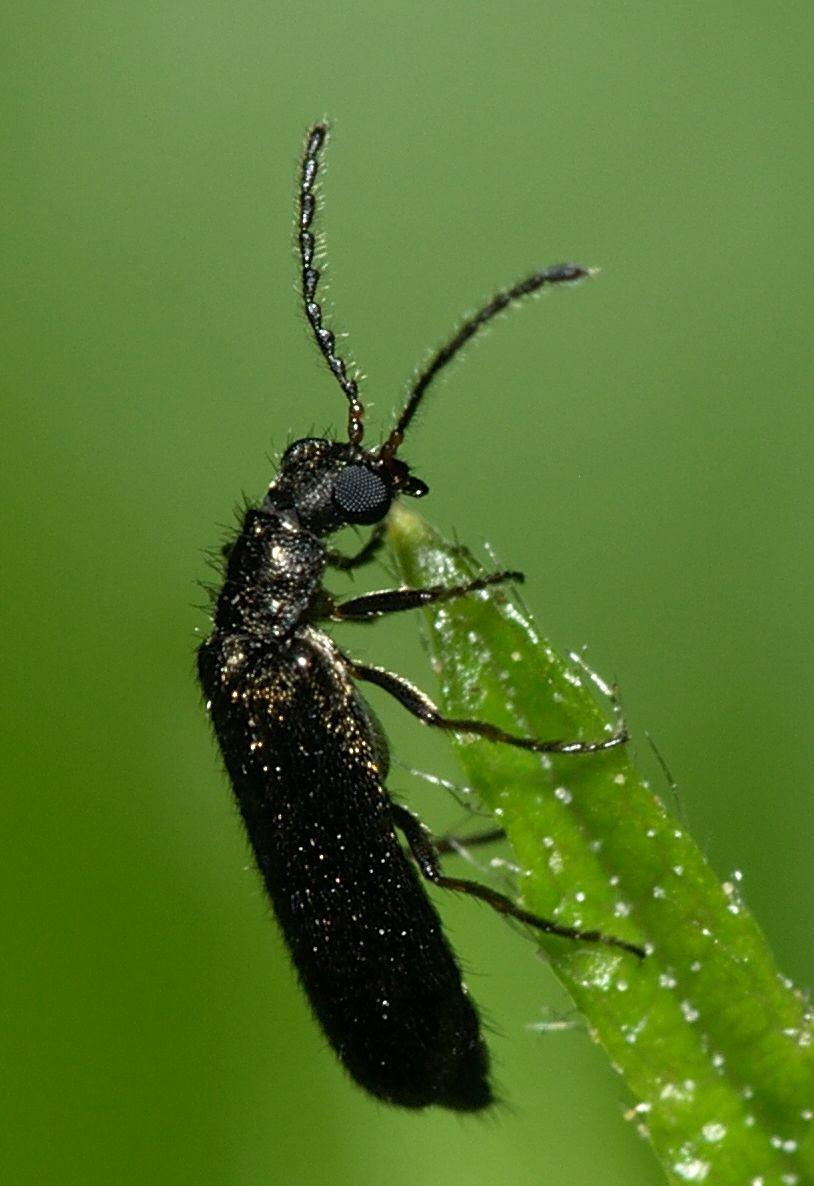
Ólmos lágybogár (Dasytes plumbeus) (Dasytinae)

## Fordítás
- Ez a szócikk részben vagy egészben  a   Børstebiller című norvég Wikipédia-szócikk fordításán alapul.  Az eredeti cikk szerkesztőit annak laptörténete sorolja fel. Ez a jelzés csupán a megfogalmazás eredetét és a szerzői jogokat jelzi, nem szolgál a cikkben szereplő információk forrásmegjelöléseként.